# Norbert Ghisoland
Norbert Ghisoland, né le 17 mars 1878 à La Bouverie et mort le 2 novembre 1939 à Frameries, est un photographe belge du Borinage.

## Biographie
D'une famille protestante darbyste, Ghisoland hérite du matériel photographique tout d'abord destiné à l'un de ses frères décédés.
Il se forme à la photographie chez Charles Galladé, un photographe établi à Mons ; Ghisoland s'installa dans un studio de Frameries où il photographia ses contemporains : on estime à 90 000 le nombre de ses productions. outre l'intérêt sociologique, historique et ethnologique, son art du portrait collectif séduit les connaisseurs par sa cohérence structurelle.
Au début du XXe siècle, Norbert Ghisoland ouvre un studio de photographe à Frameries, dans le Borinage, et travaille à la chambre sous une verrière, en lumière naturelle. Sous son regard attentif et tendre, tout un peuple défile. Seuls ou en groupes, des dizaines de milliers de gens passent devant son objectif : des bourgeois, des mineurs, des militaires, des religieux, des sportifs, des gens de tous âges, des chiens parfois.
Norbert dirige les poses, pour un portrait en pied ou pour une photographie d’identité, devant un décor en trompe-l’œil ou un fond blanc, avec une grâce infinie. Beaucoup de douceur et d’émotion. Ils sont assis ou debout, les mains entrecroisées ou sur l’épaule, les visages graves. Ils ne sourient pas. Ils viennent du Borinage.
Durant ses 37 années de labeur, il réalise plus de 90.000 photographies sur plaques de verre. Il nous laisse, sur ses contemporains à l’époque des mines et du charbon, un témoignage exceptionnel et poignant
Aujourd'hui, la Fondation Norbert Ghisoland préserve le fonds stocké au centre d'archives privées : Le Mundaneum.

## Collections
- La collection Norbert Ghisoland se compose des 45.000 négatifs numérotés de 48000 pour les plus anciennes (1914) à 94000 (1935). Les plaques de verre les plus anciennes ont été offertes aux Pays-Bas dans un geste de solidarité pour subvenir à une pénurie de verre après les inondations de 1953. Le fonds est actuellement stocké au Mundaneum.
- Musée de la photographie de Charleroi[2]
- Musée Gaspar à Arlon[3]

## Expositions
- 1991, Centre national de la photographie
- 2000, Les Liaisons amoureuses, Mundaneum, Mons
- 2002, Fragments de vies ordinaires, Mundaneum, Mons
- 2003, Galerie nationale du Jeu de Paume, Paris
- 2011, Le Botanique, Bruxelles
- 2012, Stimultania, Strasbourg du 16 mars au 13 mai
- 2013, Biennale de Venise
- 2015, Temps de pose, Atelier des Fucam, Mons[1]
- 2025, Etterbeek PhotoBrussels Festival[4]